# Balocco
Balocco je italská obec v provincii Vercelli v oblasti Piemont.
K 31. prosinci 2010 zde žilo 250 obyvatel.

## Sousední obce
Buronzo, Carisio, Formigliana, San Giacomo Vercellese, Villarboit